# Ourapteryx leucopteron
Ourapteryx leucopteron är en fjärilsart som beskrevs av Inoue 1995. Ourapteryx leucopteron ingår i släktet Ourapteryx och familjen mätare. Inga underarter finns listade i Catalogue of Life.